# Малые Влёшковичи
Малые Влёшковичи — деревня в Оредежском сельском поселении Лужского района Ленинградской области.

## История
Деревня Велешковичи на речке на Гверездне упоминается в Писцовой книге Водской пятины 1500 года, в Никольском Бутковском погосте Новгородского уезда.
В конце XVIII века Малые Влёшковичи являлись сельцом, в котором находились три господских усадьбы, одна из которых принадлежала князьям Елецким.
Деревня Влешковицы и при ней мыза Влешковицы обозначены на карте Санкт-Петербургской губернии Ф. Ф. Шуберта 1834 года.

ВЛЕШКОВИЧИ МАЛЫЕ — деревня, принадлежит: полковнику Лазаревичу, число жителей по ревизии: 16 м. п., 14 ж. п.;

чиновнику 4-го класса Игнатьеву, число жителей по ревизии: 5 м. п., 4 ж. п. (1838 год)

На карте профессора С. С. Куторги 1852 года отмечена одна общая деревня Влешковицы.

ВЛЕШКОВИЧИ МАЛЫЕ — деревня госпожи Ярц и князей Елецких, по просёлочной дороге, число дворов — 3, число душ — 40 м. п. (1856 год)

ОЛЕШКОВИЧИ МАЛЫЕ — деревня и мыза владельческие при реке Гверездянке, число дворов — 7, число жителей: 29 м. п., 26 ж. п. (1862 год)

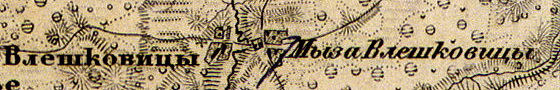
Общая деревня Влешковицы на карте 1863 года

Согласно карте из «Исторического атласа Санкт-Петербургской Губернии» 1863 года деревня и мыза назывались Влешковицы.
По одним данным, князья Елецкие владели имением до середины 1870-х годов, когда крестьяне деревни Малые Влёшковичи выкупили свои наделы у помещицы княжны Настасьи Петровны Елецкой. Согласно другим, в 1871 году временнообязанные крестьяне деревни выкупили свои земельные наделы у княгини Н. П. Елецкой и стали собственниками земли.
Согласно материалам по статистике народного хозяйства Лужского уезда 1891 года, мыза Малые Влешковичи площадью 175 десятин принадлежала дворянке А. С. Серебряковой, мыза была приобретена в 1883 году за 14 820 рублей.
В XIX — начале XX века деревня административно относилась к Перечицкой волости 1-го земского участка 1-го стана Лужского уезда Санкт-Петербургской губернии.
По данным «Памятной книжки Санкт-Петербургской губернии» за 1905 год, Влёшковичи входили в Поддубское сельское общество.
С 1917 по 1923 год деревня Малые Влёшковичи входила в состав Поддубского сельсовета Перечицкой волости Лужского уезда.
С 1923 года, в составе Бутковской волости.
С 1927 года, в составе Оредежского района.
С ноября 1928 года, в составе Сокольницкого сельсовета.
По данным 1933 года деревня Малые Влёшковичи входила в состав Сокольницкого сельсовета Оредежского района.
Деревня была освобождена от немецко-фашистских оккупантов 9 февраля 1944 года.
С ноября 1959 года, в составе Лужского района.
По данным 1966 года деревня Малые Влёшковичи входила в состав Сокольницкого сельсовета Лужского района.
По данным 1973 и 1990 годов деревня Малые Влёшковичи входила в состав Оредежского сельсовета.
В 1997 году в деревне Малые Влёшковичи Оредежской волости проживали 11 человек, в 2002 году — 18 человек (все русские).
В 2007 году в деревне Малые Влёшковичи Оредежского СП проживали 10 человек.

## География
Деревня расположена в восточной части района к югу от автодороги 41А-004 (Павлово — Луга).
Расстояние до административного центра поселения — 6 км.
Расстояние до ближайшей железнодорожной станции Оредеж — 5 км.
Деревня находится на левом берегу реки Гверездянка.

## Демография
| 1838 | 1862 | 1997 | 2007 | 2010 | 2017 |
| ---- | ---- | ---- | ---- | ---- | ---- |
| 30   | ↗55  | ↘11  | ↘10  | ↗12  | ↘8   |

## Улицы
Дубровская.